# Alphonse Osbert

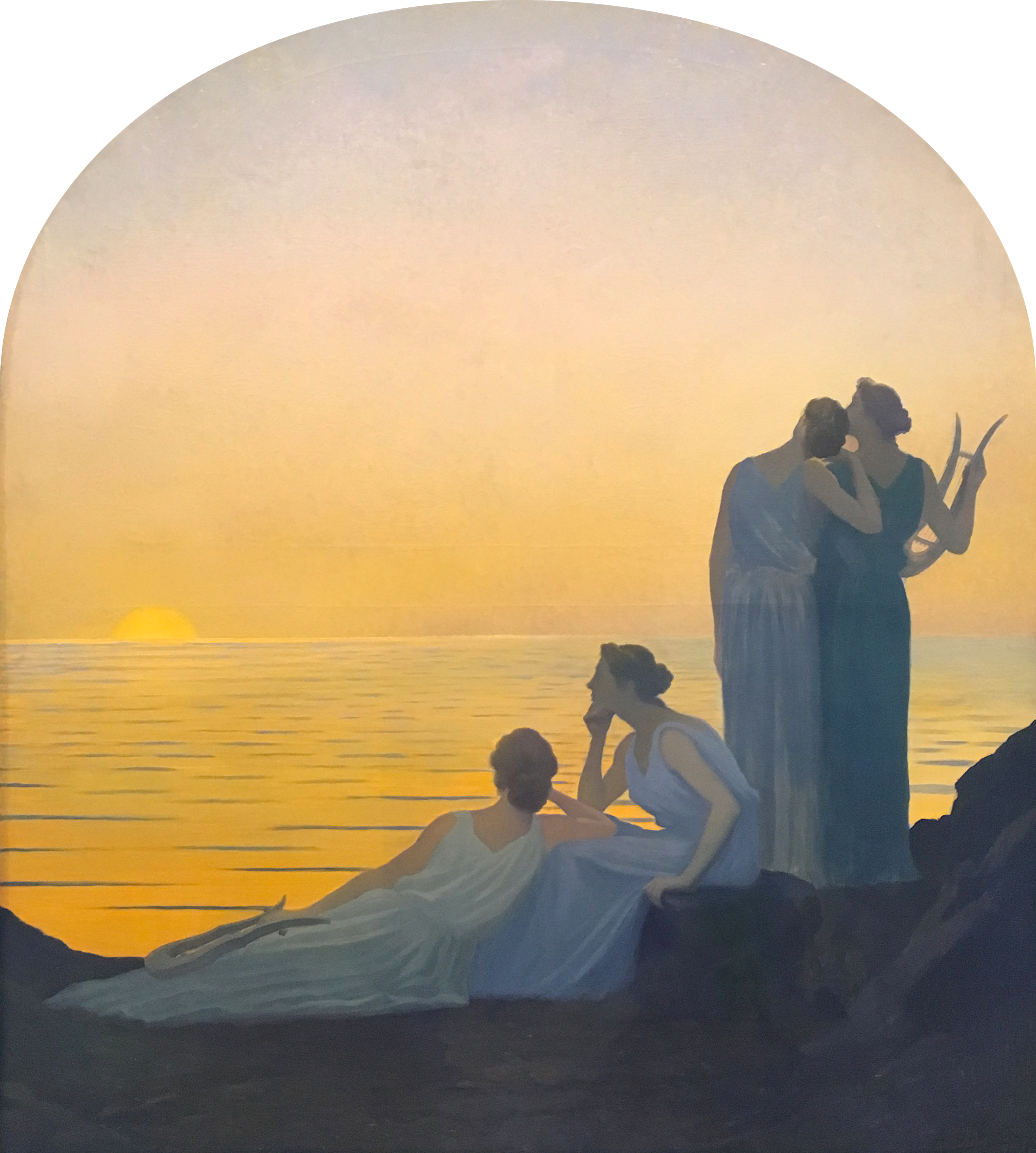
Soir antique (1908), Paryż Petit Palais.

Alphonse Osbert (ur. 23 marca 1857 w Paryżu, zm. 11 sierpnia 1939 tamże) – francuski malarz symbolista.
Pochodził z rodziny mieszczańskiej, studiował w paryskiej École des Beaux-Arts pod kierunkiem Henri`ego Lehmanna. Początkowo, pod wpływem nauczycieli Léona Bonnata i Fernanda Cormona uprawiał klasyczne malarstwo akademickie. Około 1880 pod wpływem przyjaciół związanych z postimpresjonizmem i symbolizmem porzucił styl akademicki. Malował stosując technikę puentylistyczną nastrojowe obrazy skąpane w świetle zachodzącego słońca lub księżyca, odznaczające się bogactwem odcieni koloru niebieskiego i sztafażem przedstawiającym kobiety w strojach antycznych. Zmiana stylu i techniki pozytywnie wpłynęła na recenzje krytyki i artysta stał się jednym z czołowych przedstawicieli francuskiego symbolizmu. Na estetykę jego prac wpływ miały prace i poglądy Joséphin`a Péladan`a, który był założycielem bratwa Różokrzyżowców działającego w latach 90. XIX w. w Paryżu.
Alphonse Osbert tworzył też murale m.in. dla Centre Thermal des Dômes w Vichy i ratusza w Bourg-la-Reine. Najbogatsze zbiory jego prac posiada paryskie Musée d’Orsay (ponad 400 obrazów i kilka pasteli przekazanych przez córkę w 1992 r.).